# Gust Graas
Gust (Gustave) Grass (Esch-sur-Alzette, 19 de desembre de 1924 - 19 de febrer de 2020) fou un pintor, advocat i empresari luxemburguès que va tenir un paper important en el desenvolupament a Luxemburg de la ràdio i televisió.

## Biografia
Graas va néixer a Esch-sur-Alzette, al sud de Luxemburg. Durant l'ocupació alemanya de Luxemburg a la Segona Guerra Mundial, es va veure obligat a unir-se a la Wehrmacht, però va aconseguir desertar. Després de l'alliberació, va estudiar dret a Lovaina i París.
El 1952, després de treballar com advocat a la ciutat de Luxemburg, Graas es va unir a CLT RTL com a secretari general. El 1975, es va convertir en director general i membre de la junta directiva. Va aconseguir donar a l'empresa una dimensió més europea i, el 1983, va crear RTL Televisió, primera estació de televisió privada d'Alemanya. Graas va ser també cofundador de Luxair, la línia aèria de Luxemburg, que va dirigir durant més de 20 anys.

### Obra artística
Graas va prendre un interès actiu a l'art, en la producció de pintures i obres d'escultura. En estudiar a París, s'havia reunit diverses vegades amb pintors impressionistes de l'Escola de París, amb qui va mantenir el contacte. El 1970, va ser guardonat amb el Prix Grand-Duc Adolphe.
Des de la seva jubilació el 1989, va viure a Pollença, a l'illa de Mallorca, on va continuar pintant. La seva exposició Mis años en España (1989-2003) mostrà com el sol i els colors de l'illa han influït en la seva obra. En explicar els antecedents del seu art, Graas va comentar: «Les meves pintures expressen plenament els meus sentiments sobre la vida i la vida després de la mort».